# گلاردیز
گلاردیز روستایی در  مرغاب از ولایت غور در کشور افغانستان است.